# Bruno Frankewitz
Bruno Frankewitz (8 de dezembro de 1897 - 11 de agosto de 1982) foi um oficial alemão que serviu no Deutsches Heer durante a Segunda Guerra Mundial. Foi condecorado com a Cruz de Cavaleiro da Cruz de Ferro com Folhas de Carvalho.

## Condecorações
| Cruz de Ferro (1914) 2ª Classe                                      | 7 de agosto de 1915                             |
| Cruz de Ferro (1914) 1ª Classe                                      | 27 de janeiro de 1918                           |
| Distintivo de Feridos (1914) em Preto                               |                                                 |
| Distintivo de Feridos (1914) em Prata                               |                                                 |
| Cruz Hanseatica de Hamburgo                                         |                                                 |
| Cruz de Cavaleiro da Ordem da Casa Real de Hohenzollern com Espadas |                                                 |
| Cruz de Honra da Guerra Mundial 1914/1918                           |                                                 |
| Medalha dos Sudetos com Barra do Castelo de Praga                   |                                                 |
| Cruz de Ferro (1939) 2ª Classe                                      | 21 de setembro de 1939                          |
| Cruz de Ferro (1939) 1ª Classe                                      | 3 de outubro de 1939                            |
| Medalha da Frente Oriental                                          |                                                 |
| Distintivo Geral de Assalto                                         |                                                 |
| Cruz Germânica em Ouro                                              | 1 de abril de 1942                              |
| Ordem da Cruz da Liberdade 2ª Classe com Espadas                    | 29 de março de 1943                             |
| Cruz de Cavaleiro da Cruz de Ferro                                  | 29 de fevereiro de 1944                         |
| Cruz de Cavaleiro da Cruz de Ferro com Folhas de Carvalho nº 790    | 16 de março de 1945                             |
| Mencionado duas vezes na Wehrmachtbericht                           | 6 de fevereiro de 1944 e 29 de dezembro de 1944 |
| Armband Courland                                                    |                                                 |